# Enge (Zurigo)
Enge (toponimo tedesco) è un quartiere di Zurigo di 9 489 abitanti, nel distretto 2.

## Geografia fisica
Enge si affaccia sul Lago di Zurigo.

## Storia

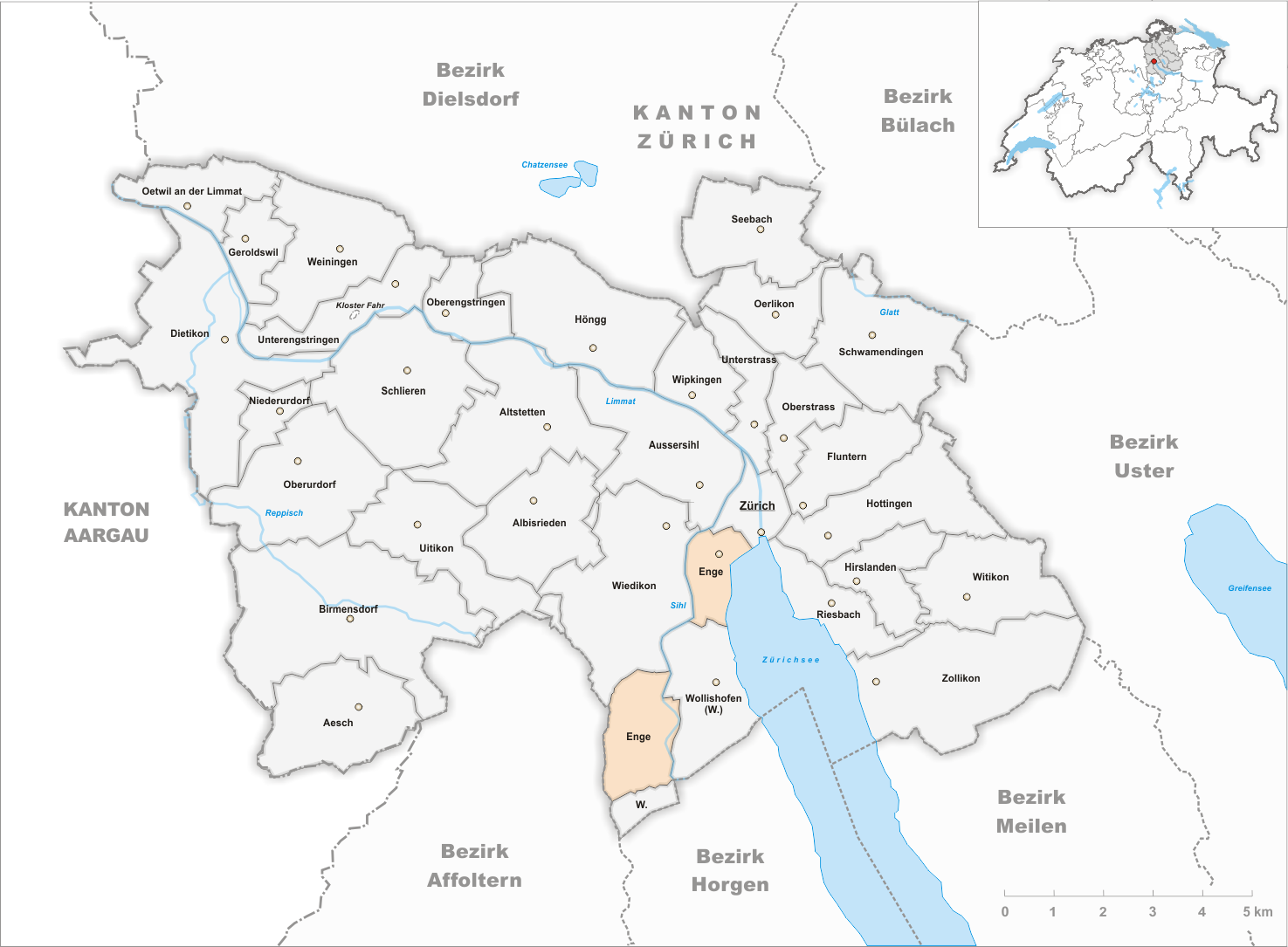
Il territorio del comune di Enge prima degli accorpamenti comunali del 1893

Già comune autonomo, nel 1893 è stato accorpato al comune di Zurigo assieme agli altri comuni soppressi di Aussersihl, Fluntern, Hirslanden, Hottingen, Leimbach, Oberstrass, Riesbach, Unterstrass, Wiedikon, Wipkingen e Wollishofen. Dopo l'incorporazione formò, assieme a Leimbach e Wollishofen, il II distretto, che nel 1913 divenne il distretto 2.

## Monumenti e luoghi d'interesse

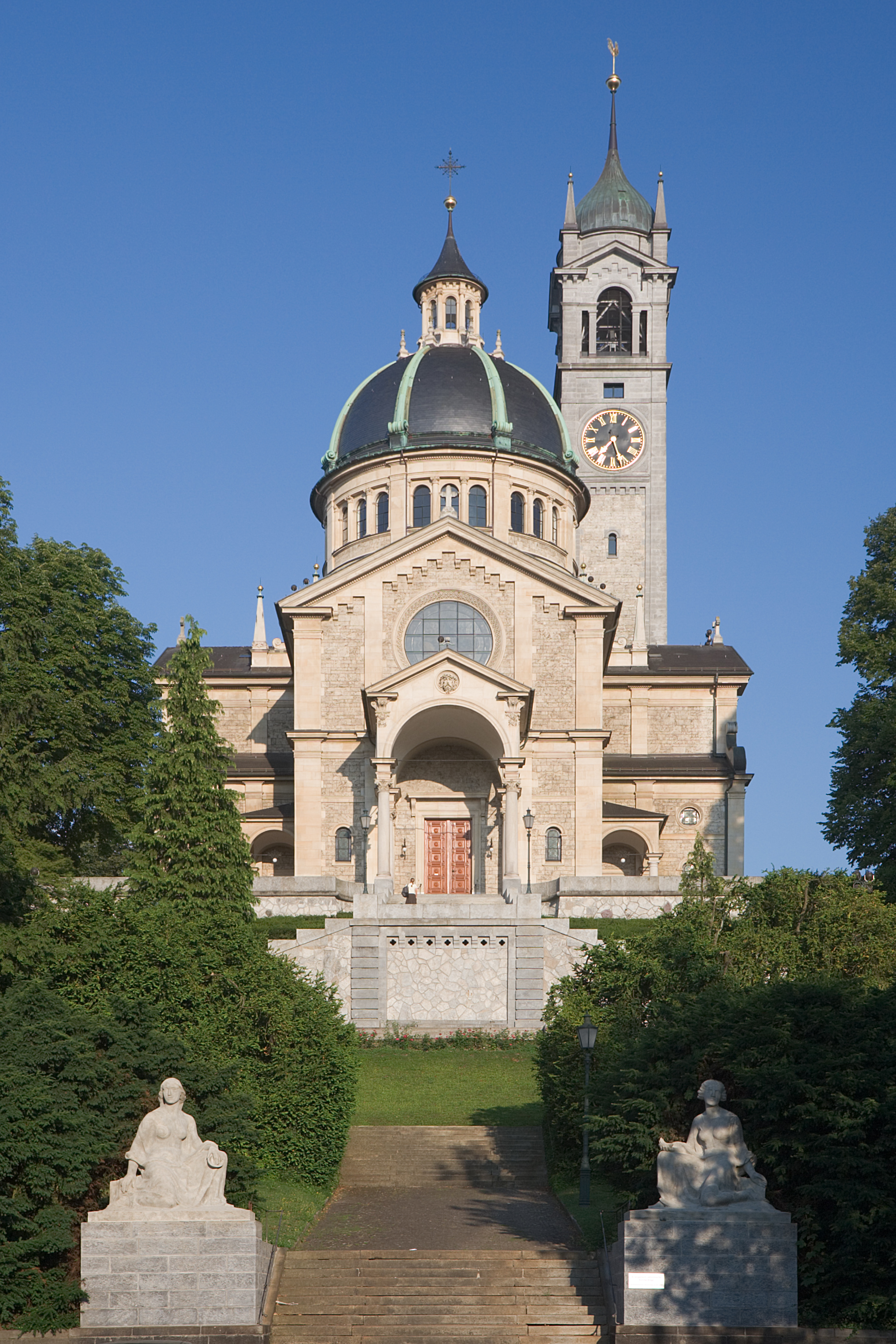
La chiesa riformata

- Chiesa riformata, eretta nel 1894[1].

## Società

### Evoluzione demografica
L'evoluzione demografica è riportata nella seguente tabella:
Abitanti censiti

## Infrastrutture e trasporti

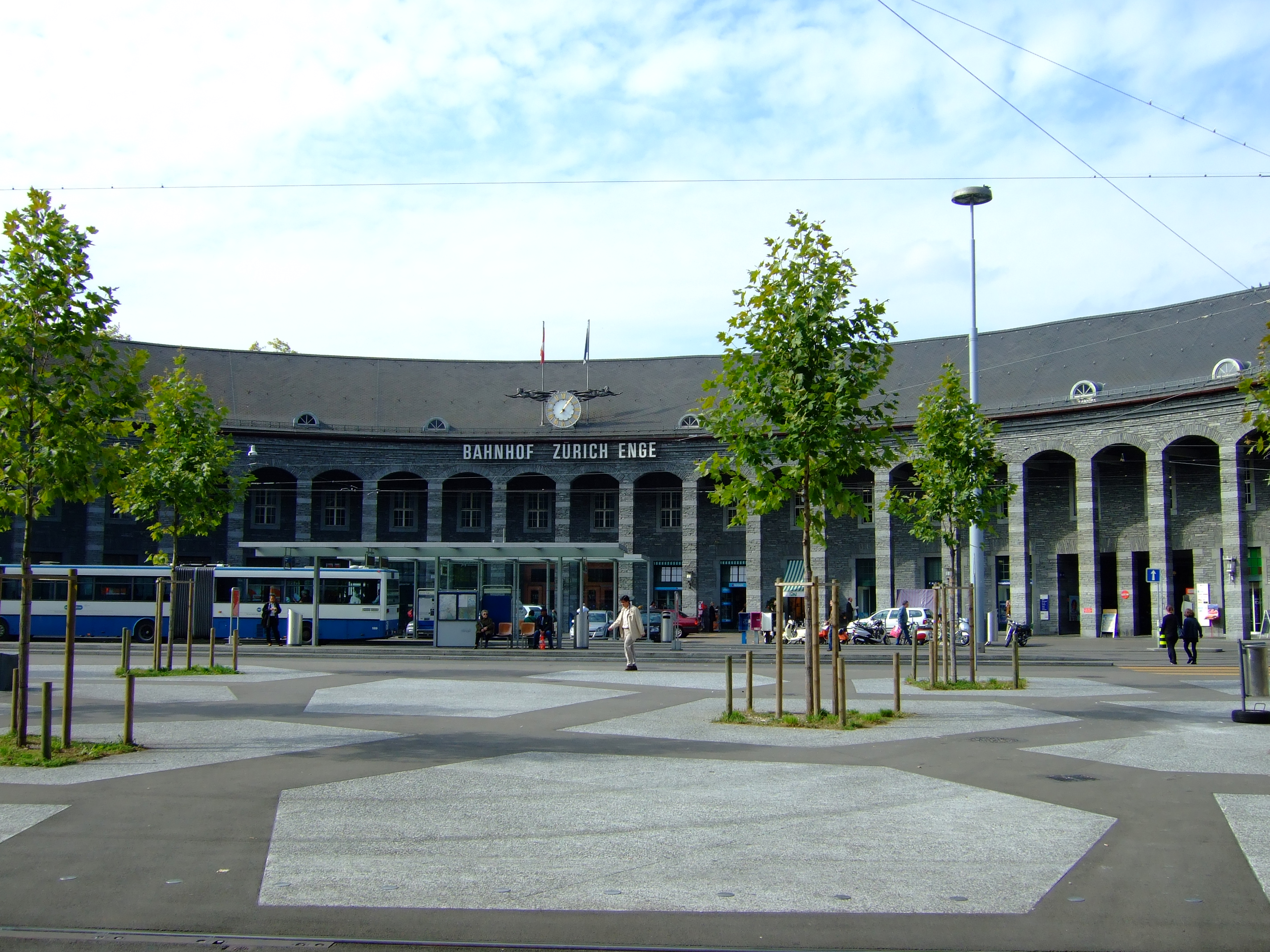
La stazione di Zurigo Enge

Enge è servito dalla stazione di Zurigo Enge sulla Linksufrige Zürichseebahn (linee S2, S8, S22 e S24 della rete celere di Zurigo).

## Amministrazione
Ogni famiglia originaria del luogo fa parte del cosiddetto comune patriziale e ha la responsabilità della manutenzione di ogni bene ricadente all'interno dei confini del comune.